# Bettencourtgebouw

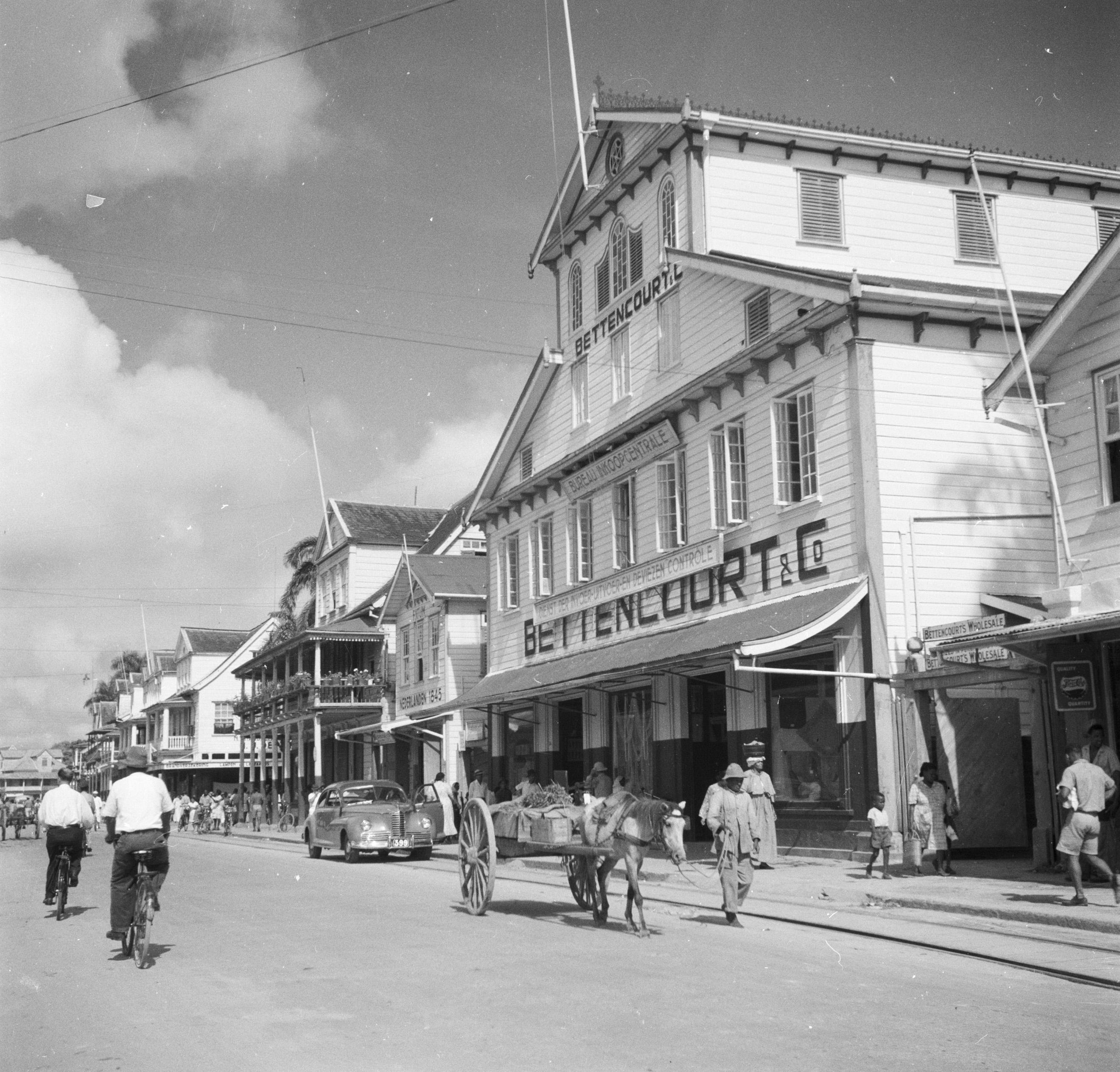
Het warenhuis Bettencourt in 1947.

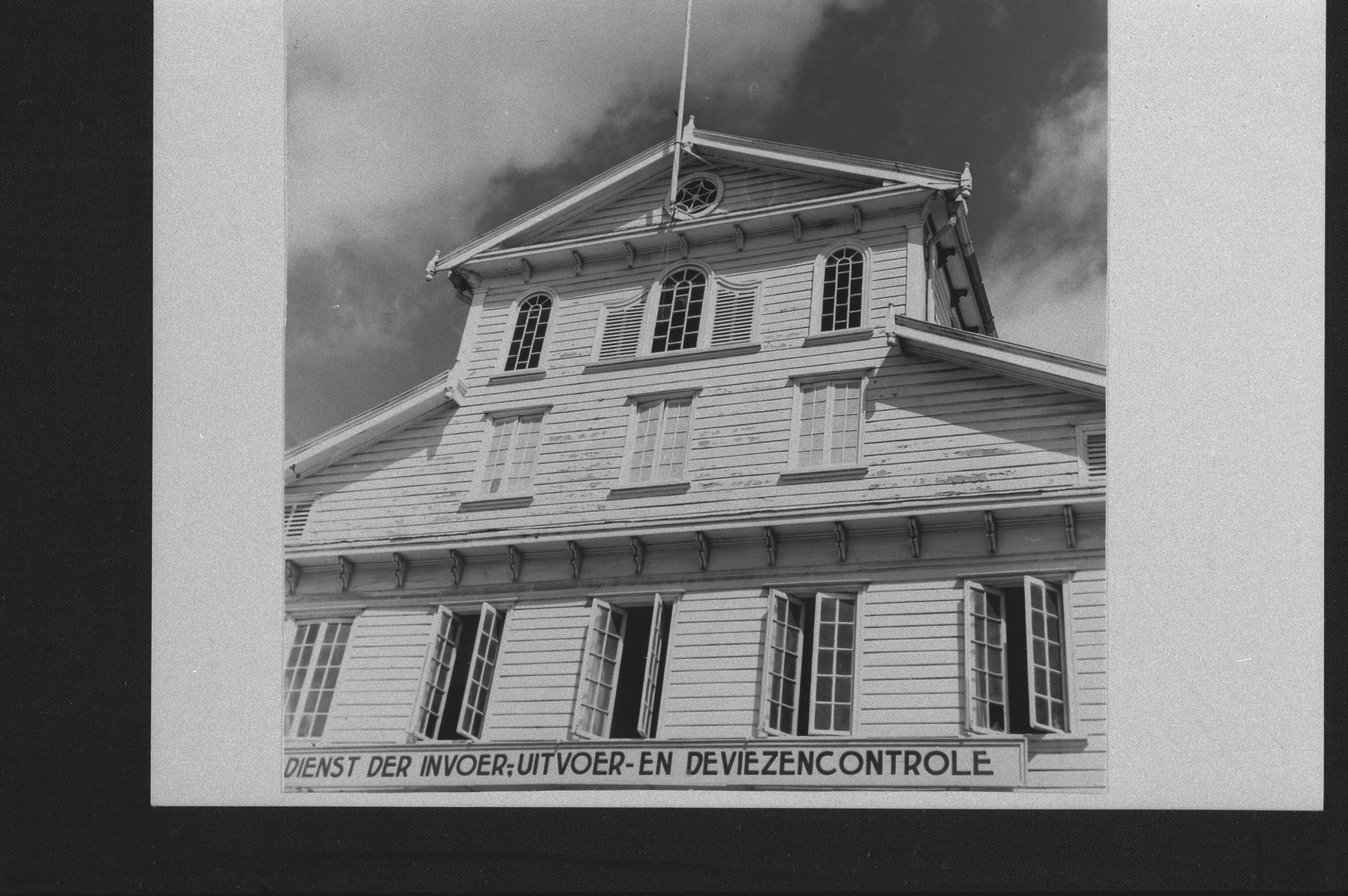
In 1961 zetelde de Dienst der Invoer-, Uitvoer- en Deviezencontrole in het gebouw.

Het Bettencourtgebouw, gelegen aan Waterkant 84 te Paramaribo, Suriname, is onderdeel van de historische binnenstad van Paramaribo, die sinds 2002 door UNESCO aan de Werelderfgoedlijst is toegevoegd.
Het grote houten gebouw werd opgetrokken in 1915. Het gebouw diende als winkel voor de firma Bettencourt, die in de eerste helft van de 20e eeuw een bekend warenhuis had in Paramaribo. In het warenhuis werden onder meer kruidenierswaren, gereedschappen maar ook auto's verkocht.
Later werd het pand gebruikt door het Surinaamse kantoor van de Koninklijke Nederlandse Stoomboot-Maatschappij (K.N.S.M.), waarbij de schepen aanmeerden aan de steiger precies tegenover het gebouw.
Sinds 1972 is de familie Soeng-Ngie eigenaar van het pand.